# Штайнер, Бернард
Бернард Штайнер (словен. Bernard Stainer; 1546, Камник — май 1593, Клагенфурт-ам-Вёртерзе) — словенский протестантский проповедник.

## Биография
Учился в Страсбурге и Тюбингене. В мае 1868 по совету Приможа Трубара он начал учиться в заведении, основанном Михаэлем Тиффернусом. В апреле 1569 года Штайнер поступил в Тюбингенский университет, а в июле стал наставником Андреаса фон Ауэршперга.